# 황산 (산)
황산(중국어: 黄山, 병음: Huángshān, 표준어: 황산산)은 중국 안후이성 황산시에 있는 명승지로 전설의 선경을 방불케 한다. 독특한 경관으로 인해 오래전부터 천하의 명승지, 황산에 모인다고 말해지며, 수많은 시인묵객들이 찾았다.
1982년에 국가중점풍경명승구로 지정되었고, 1990년에 세계문화유산으로 지정되었다.

## 개요
황산은 진나라 때는 이산(黟山)이라고 불렀고, 당나라 때 이 이름은 현재의 황산이라는 이름으로 바뀌었다.
황산에 나란히 서있는 암석은 고생대에 생겨난 것으로, 긴 세월이 지나 침식되면서, 현재와 같은 낭떠러지 절벽의 경관이 완성됐다. 해발 1000 m 이상의 봉우리가 여러 개 있고, 특히 삼주봉이라고 불리는 연화봉, 광명정, 천도봉이 있으며, 그 밖에 69개의 봉우리가 있다.(이 가운데 광명정은 상시 공개되어 있으나 연화봉과 천도봉은 몇년씩 교대로 공개하고 있음) 또 황산에는 기송, 괴석, 운해, 온천이 있고, ‘황산의 사절이라고 불렸다. 이것이 천하의 명승, 황산에 모인다고 언급되는 이유라고 한다. 이 명성으로 수많은 시인묵객들이 찾고, 많은 명승지에 그 독특한 발상으로 이름이 붙여져 있다.
명나라 말기의 지리학자 서하객(본명: 굉조(宏祖), 호:하객(霞客))은 황산의 아름다움을 이렇게 표현했다고 한다.
"五岳歸來 不看山(오악귀래 불간산)이요. 黃山歸來 不看岳(황산귀래 불간악)이라."
(오악에 다녀오면 다른 산들이 보이지 않고, 황산에 다녀오면 오악이 보이지 않는다)

## 자연자원

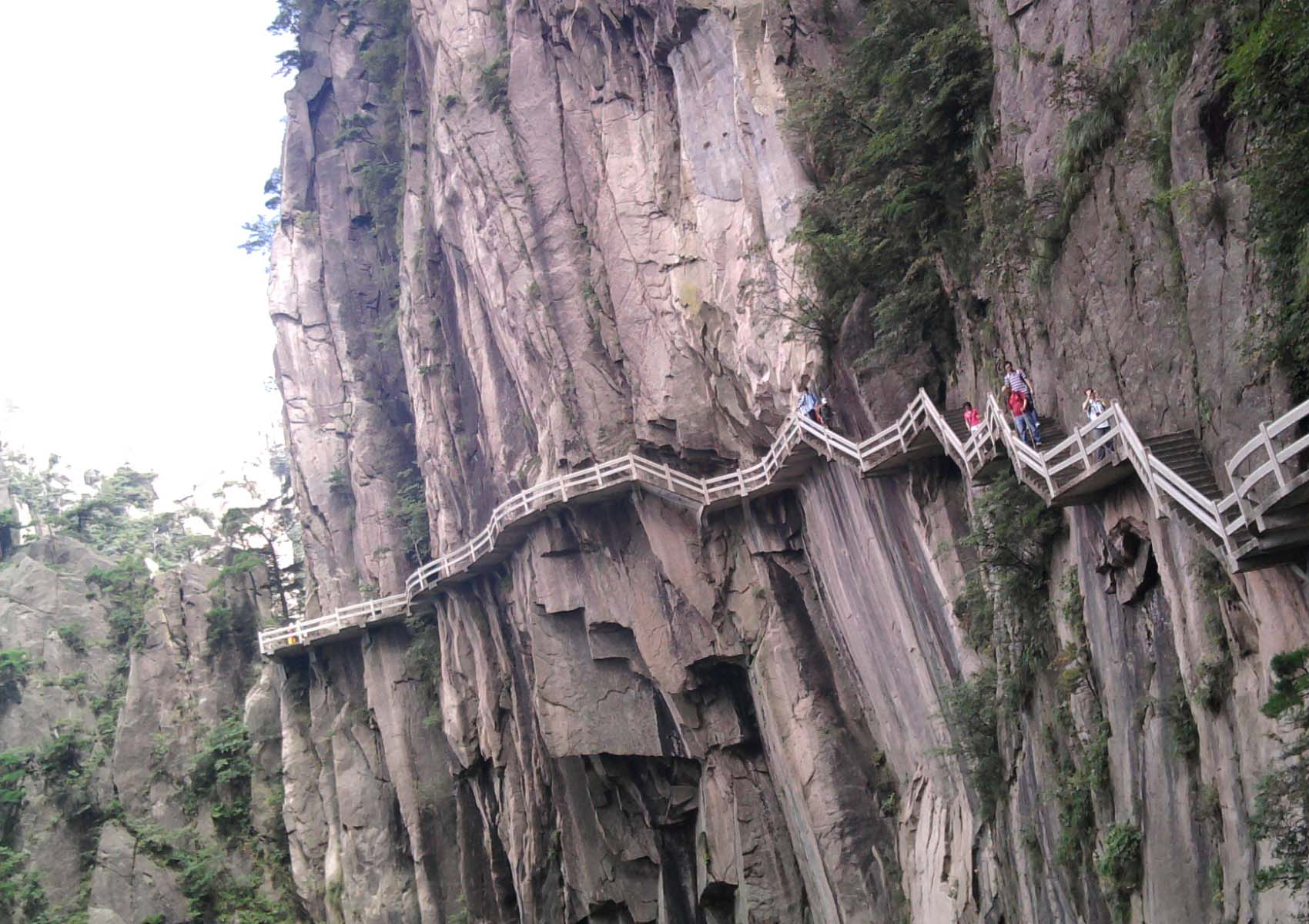
황산

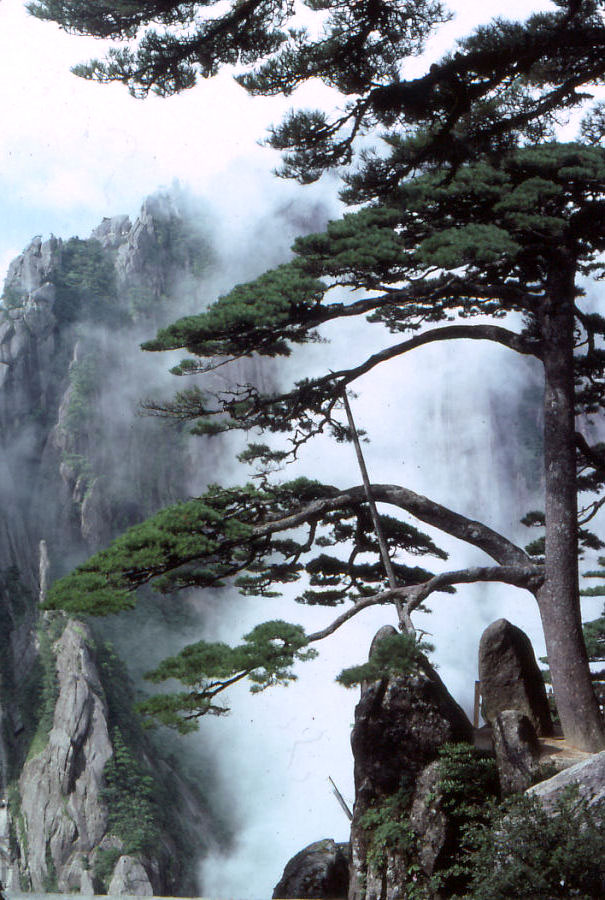
영객송

- 차 : 중국의 10대 명차로 손꼽히는 황산모봉(黄山毛峰)이 유명하다.(차)

## 황산사절
청나라 때 사람인 조사길(趙士吉)은 황산의 기송(奇松), 괴석(怪石), 운해(雲海), 온천(溫泉)을 황산의 사절이라고 불렸다.

## 교통
황산의 이름은 현재 세 부분으로 되어 있다.
1. 1987년 시작된 황산 시(원래의 안후이성 휘주지구 툰시)
2. 황산구(원래의 안휘 태평현)
3. 황산 풍경구(탕구)

툰시(둔계)는 이곳의 정치·경제·문화의 중심지이기 때문에, 대부분 이 곳을 경유하고 탕구로 입산한다.(툰시~탕구 1.5 시간) 또한 허페이 방면에서는 태평에서 입산한 것이 일반적이다.
툰시에는 항공기, 열차, 고속도로를 이용할 수 있다. 상하이 방면에서 열차로 툰시를 가는 것(10~12 시간)이 일반적이었지만, 휘항 고속도로(항저우~황산 2 시간)가 개통하면서 전세버스로 5~6 시간 걸려 이 곳을 오는 경우가 많아지고 있다.
황산 내에는 운곡, 옥병, 태평 등 3곳에 공중 케이블이 있다.
- 운곡: 2808 m, 고저 차이 773 m. 51인승
- 옥병: 2176 m, 고저 차이 752 m. 6인승
- 태평: 3709 m, 고저 차이 1014 m. 101인승(중화인민공화국에서 가장 큰 크기)

## 기후
| Huangshan (1981–2010 normals)의 기후        | Huangshan (1981–2010 normals)의 기후 | Huangshan (1981–2010 normals)의 기후 | Huangshan (1981–2010 normals)의 기후 | Huangshan (1981–2010 normals)의 기후 | Huangshan (1981–2010 normals)의 기후 | Huangshan (1981–2010 normals)의 기후 | Huangshan (1981–2010 normals)의 기후 | Huangshan (1981–2010 normals)의 기후 | Huangshan (1981–2010 normals)의 기후 | Huangshan (1981–2010 normals)의 기후 | Huangshan (1981–2010 normals)의 기후 | Huangshan (1981–2010 normals)의 기후 | Huangshan (1981–2010 normals)의 기후 |
| 월                                          | 1월                                  | 2월                                  | 3월                                  | 4월                                  | 5월                                  | 6월                                  | 7월                                  | 8월                                  | 9월                                  | 10월                                 | 11월                                 | 12월                                 | 연간                                 |
| ------------------------------------------- | ------------------------------------ | ------------------------------------ | ------------------------------------ | ------------------------------------ | ------------------------------------ | ------------------------------------ | ------------------------------------ | ------------------------------------ | ------------------------------------ | ------------------------------------ | ------------------------------------ | ------------------------------------ | ------------------------------------ |
| 일평균 최고 기온 °C (°F)                    | 1.2 (34.2)                           | 2.9 (37.2)                           | 6.6 (43.9)                           | 11.6 (52.9)                          | 15.8 (60.4)                          | 18.1 (64.6)                          | 20.5 (68.9)                          | 20.3 (68.5)                          | 17.0 (62.6)                          | 12.9 (55.2)                          | 8.3 (46.9)                           | 3.4 (38.1)                           | 11.5 (52.8)                          |
| 일평균 최저 기온 °C (°F)                    | −5.2 (22.6)                          | −3.7 (25.3)                          | −0.5 (31.1)                          | 4.9 (40.8)                           | 9.5 (49.1)                           | 13.1 (55.6)                          | 15.9 (60.6)                          | 15.4 (59.7)                          | 11.7 (53.1)                          | 6.9 (44.4)                           | 1.9 (35.4)                           | −3.1 (26.4)                          | 5.6 (42.0)                           |
| 평균 강수량 mm (인치)                       | 85.4 (3.36)                          | 107.8 (4.24)                         | 175.2 (6.90)                         | 214.3 (8.44)                         | 250.9 (9.88)                         | 384.4 (15.13)                        | 341.5 (13.44)                        | 278.3 (10.96)                        | 153.9 (6.06)                         | 100.2 (3.94)                         | 90.7 (3.57)                          | 53.2 (2.09)                          | 2,235.8 (88.01)                      |
| 출처: National Meteorological Center of CMA |                                      |                                      |                                      |                                      |                                      |                                      |                                      |                                      |                                      |                                      |                                      |                                      |                                      |

## 같이 보기
- 중국세계유산
- 중국의 명차